# 南昆山国家森林公园
南昆山国家森林公园位于广东省惠州市龙门县西南部，距离惠州市区129km，被人们称为“北回归线上的绿洲”。

## 自然生态
南昆山是中国广东省惠州市龙门县境内的一座山，位于龙门县西南部，位於北回归线上，主峰天堂顶海拔1228米。1984年，广东省人民政府在南昆山设立级自然保护区，受保护的植物有194科，共有703属1519种，如中国的二级保护植物黑桫椤、福建柏、樟树、润楠、格木、绣球茜草等；动物有4纲29目，共76科295种，如保护区栖息的蟒蛇、云豹和林麝属于中国的一级保护动物。

## 争议

### 设卡收费
南昆山国家森林公园在省道S355线上设置两处收费站，向过往车辆收取每人30元/次的景区门票，如逗留时间过长则按门票价处10倍罚款。市民回先生和朋友驾车到广州增城航拍瀑布，途中开着车沿355省道经过南昆山然后遭南昆山旅游区的工作人员拦截。工作人员询问车上人数并要求按人数收取景区门票的费用，回先生一行人并无意游览南昆山，于是选择掉头返回。离开后，回先生表示那条道路是通往惠州的省道，自己一行人并没有打算进入景区却遭遇收费，于是向记者求助。新快报与广东广播电视台公共频道《DV现场》栏目记者访问龙门县多个部门均未获得相关批复文件，广东省公路事务中心的工作人员回复记者称收费站是旅游区私自设立，曾多次与旅游区方面交涉，但均未有结果。即使要在省道上设卡，也要经省级人民政府统一规划，批准设立后，再由公安、交通、林业部门去使用。
龙门县旅游局的工作人员回复记者称南昆山的收费站是原广东省物价局批准的，批准的内容是收费标准，至于收费站这个建筑物有没有经过批准，工作人员没有回答。龙门县发展与改革局表示南昆山的门票收费肯定经过批准，但S355属于省道，在省道上设卡不是发改局的权限范围。惠州市龙门公路局表示355省道确实由该局管理，但是景区门票的问题不归他们管，设置收费杆是当地政府批准的，收费问题归物价局管理。省道两侧15米属于省道控制区，在该范围内任何建筑物都是属于违建，至于设卡设点是否有批文，该局作为县政府下属单位无法判断。
龙门县南昆山生态旅游区管理委员会发公告表示，早在2001年，原广东省物价局就作出批复的粤价〔2001〕148号文中，同意景区在省道S355线上设立门票售票处。2005年2月,原省物价局再次批复的粤价〔2005〕34号文中，同意在县道X222线上增设售票处。南昆山景区管委会宣传委员曾青青表示，景区实行一票通，在景区门口统一设置售票处用于收取门票费用，不另在景区的景点设点收费。南昆山景区管委会相关负责人陈英还补充到由于S355省道南昆山段位置特殊，出于景区发展的考量，景区售票处才会在省道和县道上设立并获原广东省物价局批准。